# Cinema City
Cinema City – marka multipleksów w Europie Środkowo-Wschodniej, prowadzona przez izraelską spółkę Cinema City International (CCI), największego operatora kin w Europie Środkowo-Wschodniej, a także w Izraelu, a po połączeniu się w 2014 roku z Cineworld także w Wielkiej Brytanii i Irlandii stając się drugim pod względem wielkości operatorem na terenie Europy. Jest częścią grupy Cineworld PLX.
Spółka prowadzi 232 multipleksy obejmujące łącznie 2217 ekranów. W krajach Europy Środkowo-Wschodniej działa pod marką Cinema City, natomiast w Izraelu pod markami Yes Planet i Rav-Chen, a w Wielkiej Brytanii i Irlandii pod markami Picturehouse Cinemas i Cineworld Cinemas. Działalność kinowa jest podstawową działalnością spółki, obejmującą sprzedaż biletów, przekąsek i napojów w barach kinowych, jak również działalność w zakresie reklamy na ekranach kin prowadzoną pod marką New Age Media. Spółka pełni także rolę dystrybutora filmów we wszystkich krajach swojej działalności za pośrednictwem lokalnych spółek zależnych Forum Film. Spółka prowadzi działalność deweloperską i posiada aktywa zlokalizowane w Bułgarii, Izraelu i Polsce. Obejmują one: Mall of Russe i inne działki gruntu w Bułgarii, działki gruntu przeznaczone pod budowę parku rozrywki w Polsce, pośredni udział w wysokości 39,78% w spółce Ronson Europe N.V. oraz budynek biurowy w Herclijji w Izraelu, i 5 innych nieruchomości w Izraelu.

## Historia
Pierwsze kino Cinema City zostało otwarte w 1929 roku w Hajfie w Palestynie (obecnie Izrael) przez rodzinę Greidingerów. W 1982 roku firma otworzyła w Tel Awiwie w Izraelu swój pierwszy multipleks. W 1997 roku Cinema City rozpoczęła ekspansję na rynek europejski otwierając w Budapeszcie na Węgrzech multipleks pod nazwą Cinema City.

### Cinema City Poland
Od 1999 roku firma działa na rynku polskim pod nazwą Cinema City Poland Sp. z o.o., a jej pierwszym przedsięwzięciem było otwarcie 7 września 2000 roku wielosalowego kina w centrum handlowo-rozrywkowym Sadyba Best Mall przy ulicy Powsińskiej na warszawskiej Sadybie. Było to również otwarcie pierwszego w Polsce kina IMAX. Jego sala dysponowała ilością 383 miejsc dla projekcji 2D oraz 366 miejsc dla projekcji 3D (niektóre miejsca na sali nie pozwalają na uzyskanie dobrego efektu 3D). W 2002 roku Cinema City przejęło polskie kina należące do firmy Ster Century, która to wycofała się z polskiego rynku. Cinema City rozpoczęło tym samym działalność w następujących multipleksach: Galeria Mokotów w Warszawie, Promenada w Warszawie i Janki pod Warszawą oraz Korona we Wrocławiu. W 2003 roku nastąpiło przejęcie multipleksu Krewetka w Gdańsku, który wcześniej był własnością Superkina. W styczniu 2007 roku Cinema City przejęło kino Kinepolis Poznań wraz z zarządzającą nim spółką. Cinema City 21 maja 2013 roku otworzyło w centrum handlowym Arkadia (od 2019 pod nazwą Westfield Arkadia) w Warszawie swoją pierwszą w Polsce, a drugą w Europie i trzecią na świecie, autorską salę kinową 4D – 4DX. W 2014 roku spółka Cinema City International połączyła się z Cineworld stając się częścią grupy Cineworld Group plc i tym samym rozszerzyła ona swoją działalność o rynek w Wielkiej Brytanii i Irlandii oraz stała się drugim pod względem wielkości operatorem na terenie Europy. Cinema City 14 września 2017 roku otworzyło pierwsze w Warszawie oraz pierwsze w tej sieci kin w Polsce kino z nagłośnieniem Dolby Atmos. 21 sierpnia 2018 roku, po 16 latach działalności, Cinema City w gdańskiej Krewetce zostało zamknięte z powodu braku porozumienia z właścicielem budynku, stając się jednocześnie jednym z pierwszych zamkniętych w Polsce kin sieci. W czerwcu 2021 zostało zamknięte kino Cinema City w Kraków Plaza w Krakowie. Dyrektorem Operacyjnym jest Oldrich Kubista.

## Miasta, w których znajdują się kina Cinema City
- Warszawa
  - 1 – Sadyba – 13 sal (2959 miejsc) w tym IMAX (2D: 383 miejsca, 3D: 366 miejsc)
  - 2 – Bemowo – 11 sal (2400 miejsc)
  - 3 – Westfield Mokotów (dawniej Ster Century) – 14 sal (3248 miejsc)
  - 4 – Centrum Janki (dawniej Ster Century) – 10 sal (1966 miejsc)
  - 5 – Promenada (dawniej Ster Century) – 13 sal (2849 miejsc)
  - 6 – Westfield Arkadia – 15 sal (2798 miejsc) w tym 4DX
  - 7 – Galeria Północna – 11 sal (2040 miejsc) w tym 1 sala z Dolby Atmos

- Kraków
  - 8 – Zakopianka – 10 sal (2218 miejsc) w tym IMAX Laser[9]
  - 9 – Galeria Kazimierz – 10 sal (1813 miejsc)
  - 10 – Bonarka City Center – 20 sal (3234 miejsca) w tym 4DX oraz 3 sale VIP (23+29+47 miejsc)

- Poznań
  - 11 – Poznań Plaza – 10 sal (2510 miejsc) w tym IMAX (2D: 445 miejsc, 3D: 410 miejsc)
  - 12 – Kinepolis (dawniej Kinepolis Poznań) – 18 z 20 sal (6661 miejsc) i wszystkie posiadają certyfikat THX

- Katowice
  - 13 – Punkt 44 – 14 sal (2870 miejsc) w tym IMAX (2D: 376 miejsc, 3D: 366 miejsc)
  - 14 – Silesia City Center – 13 sal (2900 miejsc)

- Toruń
  - 15 – Czerwona Droga – 12 sal (2495 miejsc)
  - 16 – Toruń Plaza – 8 sal (1332 miejsca)

- Wrocław
  - 17 – Korona (dawniej Ster Century) – 9 sal (2027 miejsc)
  - 18 – Wroclavia – 20 sal (3060 miejsc) w tym IMAX (2D: 406 miejsc, 3D: 375 miejsc), 4DX oraz 3 sale VIP (48+48+48 miejsc) i 3 sale z Dolby Atmos: 3, 4, 16

- Lublin
  - 19 – Lublin Plaza – 8 sal (1548 miejsc)
  - 20 – Felicity – 9 sal (1672 miejsca) w tym 4DX(inne języki)

- Częstochowa
  - 21 – Wolność – 8 sal (1766 miejsc)
  - 22 – Galeria Jurajska – 8 sal (1300 miejsc)
- pozostałe miasta
  - 23 – Łódź – Manufaktura – 14 sal (2591 miejsc) w tym IMAX (2D: 399 miejsc, 3D: 380 miejsc) i 4DX
  - 24 – Bydgoszcz – Focus Mall – 13 sal (2256 miejsc) w tym 4DX(inne języki)
  - 25 – Zielona Góra – Focus Mall „Polska Wełna” – 9 sal (1305 miejsc)
  - 26 – Wałbrzych – Galeria Victoria – 7 sal (1589 miejsc)
  - 27 – Gliwice – FORUM – 13 sal (2333 miejsca)
  - 28 – Sosnowiec – Sosnowiec Plaza – 6 sal (874 miejsca)
  - 29 – Ruda Śląska – Ruda Śląska Plaza – 8 sal (1557 miejsc)
  - 30 – Rybnik – Rybnik Plaza – 8 sal (1537 miejsc)
  - 31 – Bytom – Agora Bytom – 8 sal (1358 miejsc)
  - 32 – Bielsko-Biała – Gemini Park – 10 sal (1528 miejsc)
  - 33 – Starogard Gdański – Galeria Neptun – 6 sal (1019 miejsc)
  - 34 – Cieszyn – Galeria Stela – 4 sale (400 miejsc)
  - 35 – Elbląg – Zielone Tarasy – 6 sal (900 miejsc)
- nieistniejące kina
- Gdańsk - Krewetka
- Kraków - Kraków Plaza

### Galeria

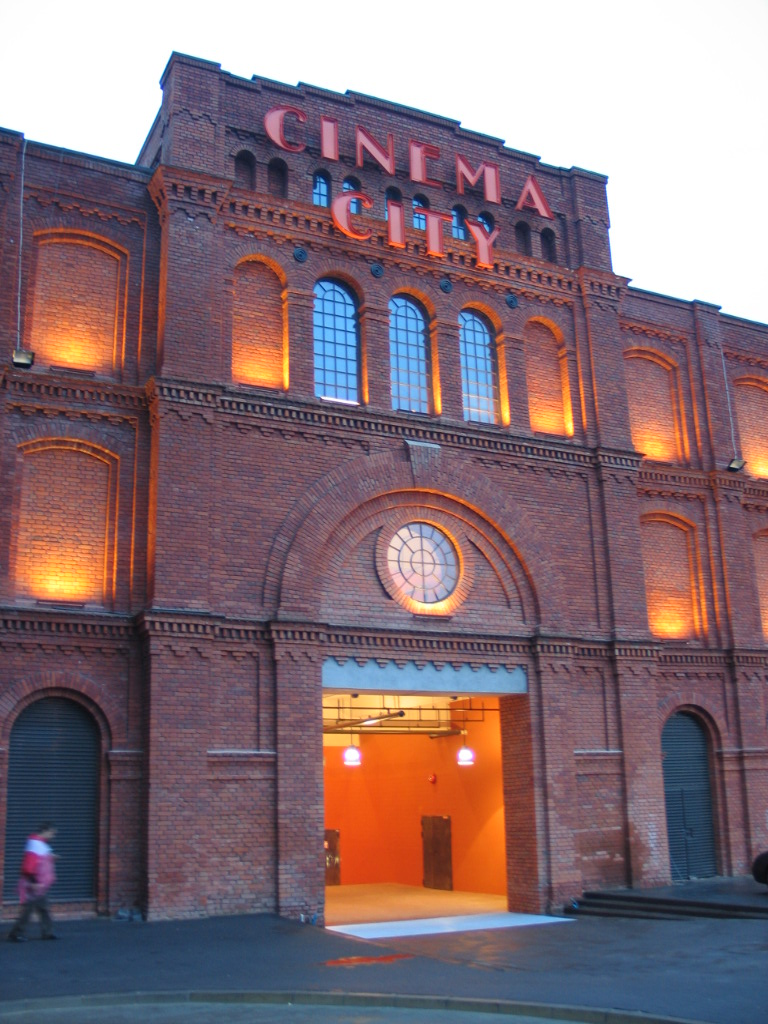
Kino w Manufakturze w Łodzi
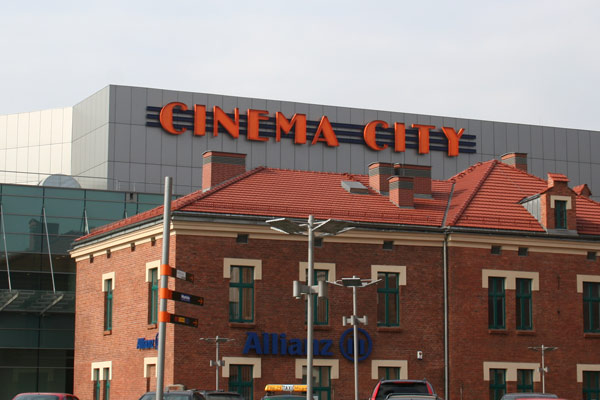
Kino Cinema City Kazimierz w Krakowie
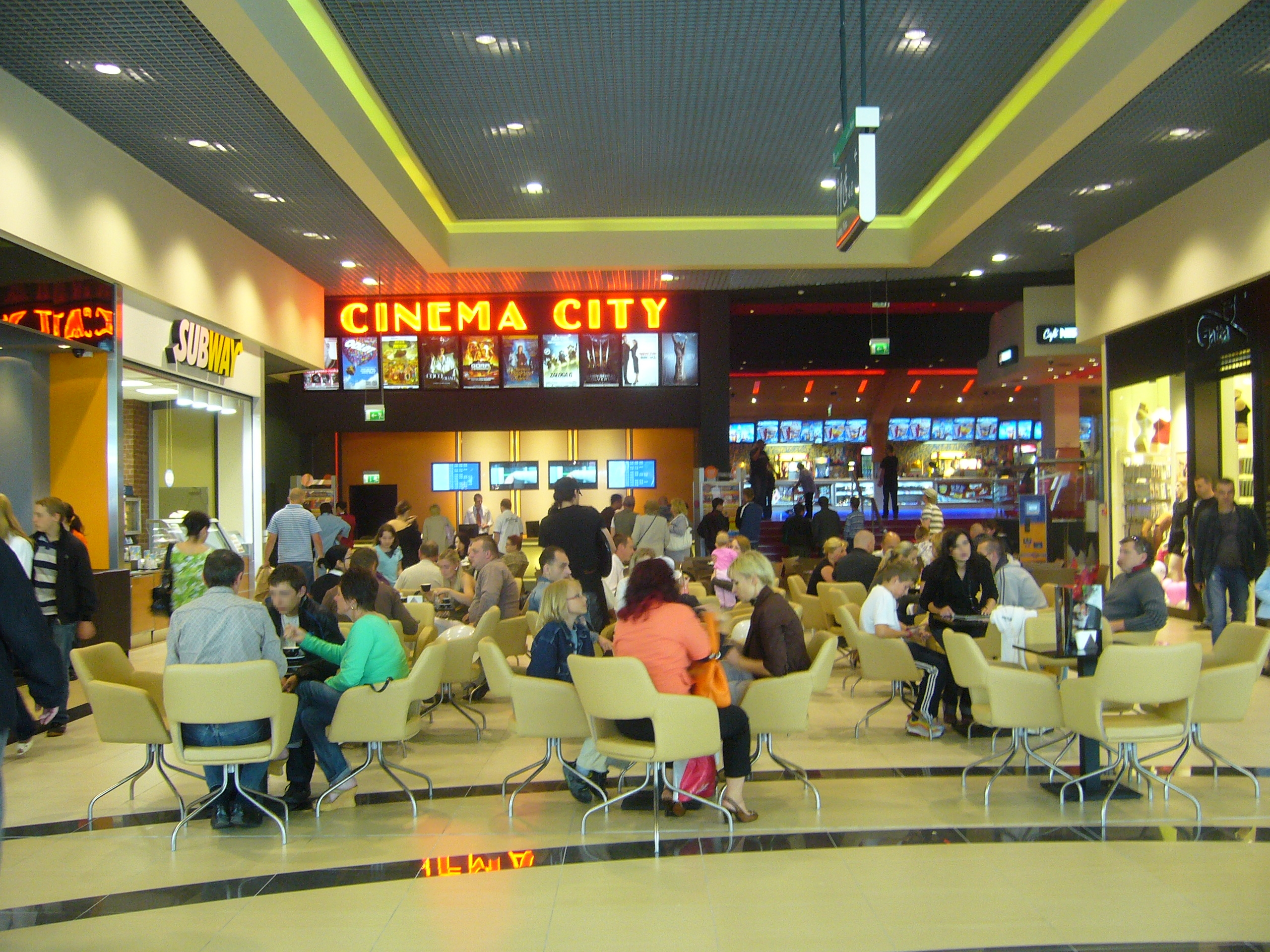
Cinema City w Gemini Parku w Bielsku-Białej
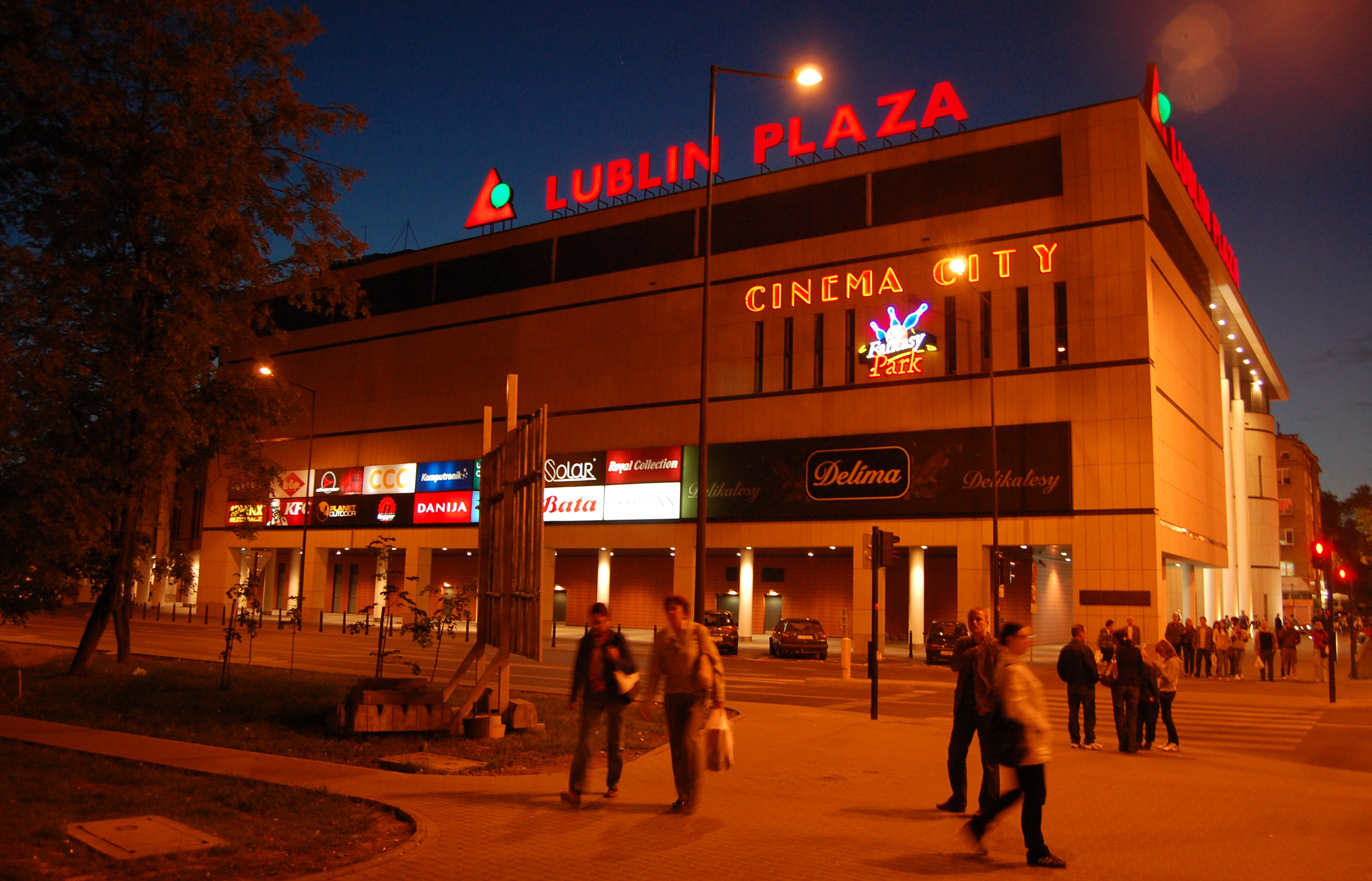
Cinema City w lubelskim centrum handlowym Plaza
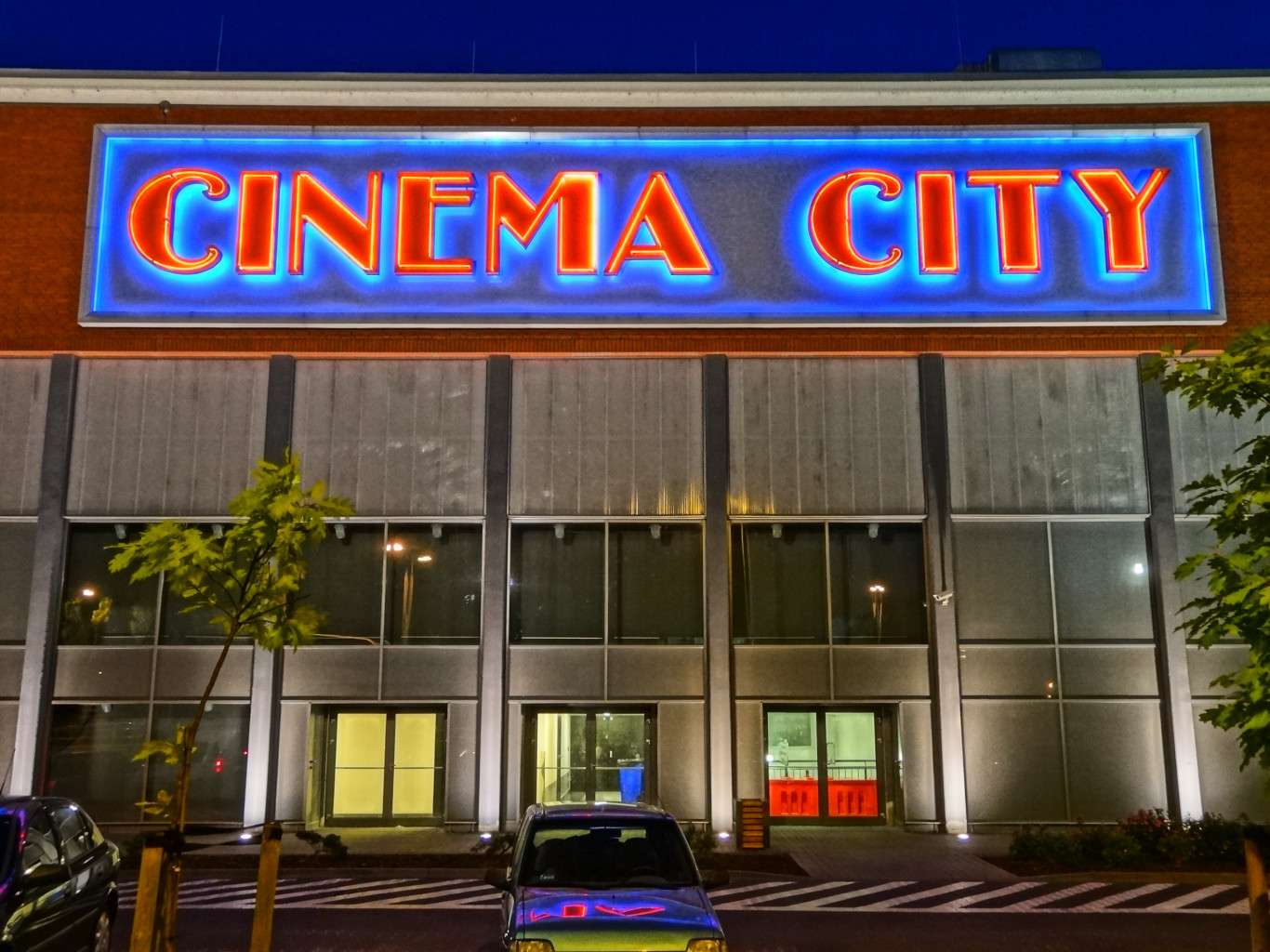
Cinema City w centrum handlowym Focus Mall w Bydgoszczy
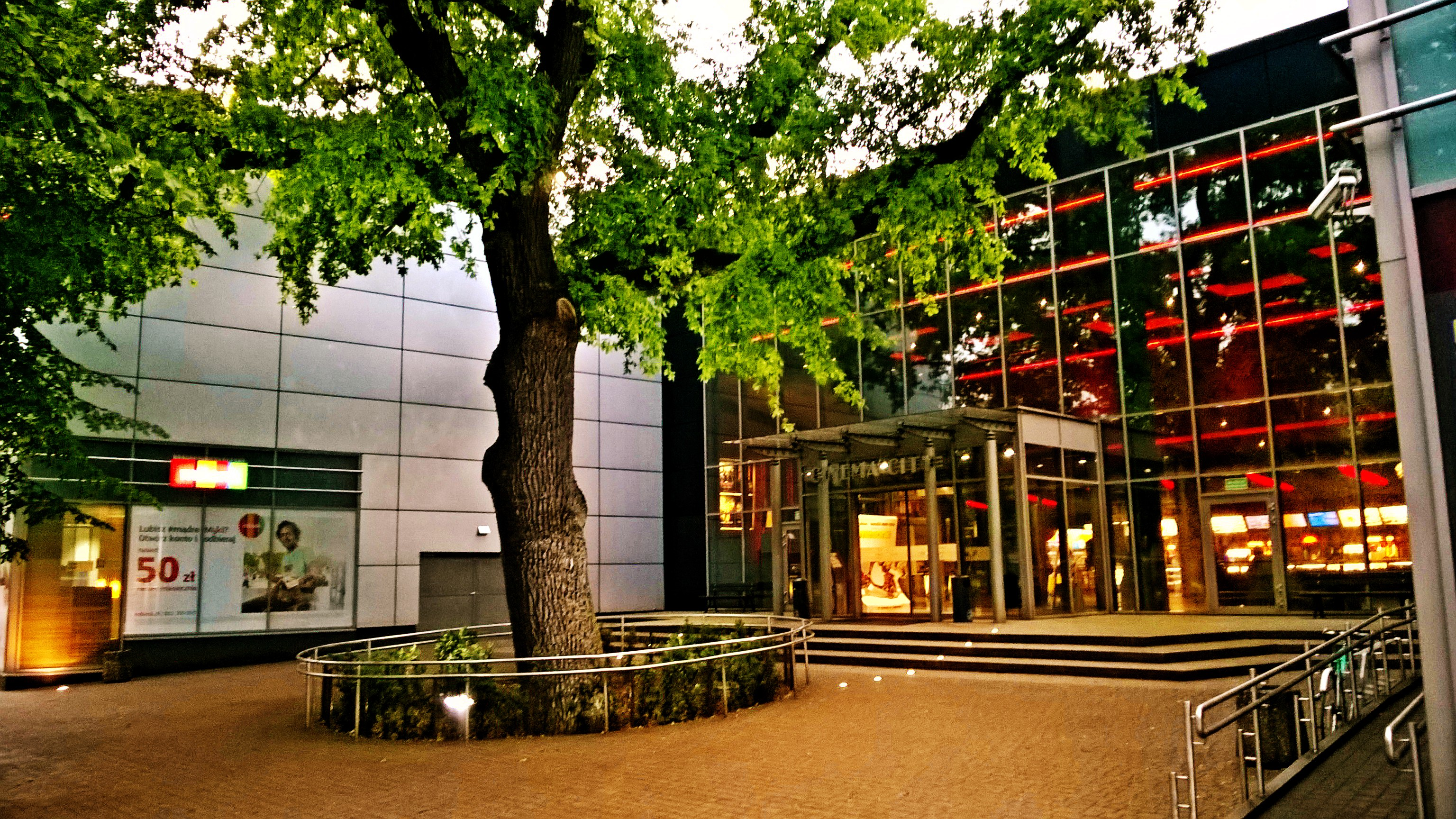
Cinema City Czerwona Droga w Toruniu